# Спогади і роздуми
«Спогади і роздуми» (рос. Воспоминания и размышления) — книга мемуарів радянського воєначальника, Маршала Радянського Союзу Жукова Георгія Костянтиновича. Вперше опублікована в 1969 р., багато разів перевидавалася. У 1974 р. вийшло друге видання мемуарів.

## Зміст
- Глава перша. Про дитинство і юність
- Глава друга. Служба солдатська
- Глава третя. Участь у громадянській війні
- Глава четверта. Командування полком і бригадою
- Глава п'ята. В інспекції кавалерії РСЧА, командування 4-ю кавалерійською дивізією
- Глава шоста. Командування 3-м кавалерійським і 6-м козачим корпусами
- Глава сьома. Неоголошена війна на Халхін-Голі
- Глава восьма. Командування Київським особливим військовим округом
- Глава дев'ята. Напередодні Великої Вітчизняної війни
- Глава десята. Початок війни
- Глава одинадцята. Від Єльні до Ленінграда
- Глава дванадцята. Битва за Москву
- Глава тринадцята. Суворі випробування тривають (1942 рік)
- Глава чотирнадцята. Розгром фашистських військ у районі Сталінграда
- Глава п'ятнадцята. Розгром фашистських військ у районі Курська, Орла, Харкова
- Глава шістнадцята, У битвах за Україну
- Глава сімнадцята. Розгром фашистських військ у Білорусі і остаточне вигнання їх з України
- Глава вісімнадцята. На берлінському напрямку
- Глава дев'ятнадцята. Берлінська операція
- Глава двадцята. Беззастережна капітуляція фашистської Німеччини
- Глава двадцять перша. Перші кроки Контрольної ради з управління Німеччиною. Потсдамська конференція
- Висновок. Про те, без чого не могло бути перемоги

### Сюжет
У мемуарах Георгій Жуков згадує своє життя, намагається дати йому оцінку. Описуючи своє дитинство, він пише про нелегку селянську працю, згадуючи, як вперше пішов на жнива з батьком, заробив перші мозолі, вперше пізнав несправедливість:
Описуючи свою роботу в майстерні, Г. К. Жуков пише про те, яким приниженням і побоям піддавалися учні. Цікаві зауваження про Першу світову війну: будучи покликаним в 1915 р., майбутній маршал не відчував особливого ентузіазму, «так як на кожному кроці в Москві зустрічав нещасних калік, що повернулися з фронту, і тут же бачив, як поряд, як і раніше, широко і безтурботно жили синки багатіїв».
У мемуарах вказується, що служба в кавалерії сприйнята Жуковим радісно, він підкреслює, що навчання було на хорошому рівні, недоліком служила прірва між солдатами і офіцерами, відсутність єдності (міркування про унтер-офіцерський склад), відсутність мотивації солдатів в участі у війні.
Громадянську війну Жуков описує більш хронологічно, вказуючи, що одним з факторів поразки Червоної Армії була її слабка підготовка, особливо тільки-но призваних солдатів і курсантів. Одним з важливих результатів маршал називає єднання армії і народу, керівну роль партії у військових питаннях.
Наступні глави описані схематичніше, багато інформації, спогадів про офіцерів і соратників. Можна відзначити спогади про командування Київським округом: на підставі багатьох джерел (засідань і нарад), з одного боку визнається бойова готовність протягом 4-6 годин, можливість швидкого перекидання солдатів і техніки від 8-20 годин, з іншого — недостатність військової підготовки.
Переддень війни окремо описується маршалом, зокрема, підготовка та стан армії напередодні вторгнення — зміни у військово-промисловому секторі, ситуацію в стрілецьких, інженерних військах, артилерії й у військах зв'язку, ситуацію в авіації і ППО. Особлива увага приділяється тактиці.
Німецько-радянська війна займає більшу частину мемуарів.

## Видання
- Вперше опубліковано в 1969 р. (752 стор. тираж 100.000 екз., 736 стор. тираж 400.000 екз.)
- 1974 - друге видання 1974 (В двох томах — 432, 448 стор. — тираж 300.000 екз.)

Після смерті Жукова його мемуари багато разів перевидавалися:
- 1979 — 3 видання (390 стор.)
- 1979 — 4 видання (383 стор.)
- 1983 — 5 видання (у трьох томах — 984 стор.) — тираж 100 000 примірників
- 1984—1985 — 6 видання (у трьох томах — 303, 327, 351 стор.)
- 1986 — 7 видання
- 1987 — 8 видання
- 1988 — 9 видання (у трьох томах — 960 стор.) — тираж 100 000 примірників
- 1990 — 10 видання, найперше виправлене і доповнене за рукописом автора. Усі наступні відтворюють саме його. (у трьох томах — 1152 стор.) — тираж 300 000 примірників
- 1992 — 11 видання (у трьох томах — 397, 381, 381 стор.)
- 1995 — 12 видання (у трьох томах — 398, 383, 383 стор.)
- 2002 — 13 видання (у двох томах — 830 стор.)
- 2010 — 14 видання (у двох томах — 960 стор.) — тираж 1000 примірників
- 2013 — 13 видання (у двох томах — 416, 416 стор.) — тираж 4000 примірників